# Família Brasilia
A família Brasilia é uma pequena família de asteroides localizados no cinturão principal. A família foi nomeada devido ao primeiro asteroide que foi classificado neste grupo, o 293 Brasilia.

## Os maiores membros desta família
| Nome           | Diâmetro  | Semieixo maior | Inclinação orbital | Excentricidade orbital | Ano da descoberta |
| -------------- | --------- | -------------- | ------------------ | ---------------------- | ----------------- |
| 293 Brasilia   | 55,11 km  | 2,861 UA       | 15,589 °           | 0,107                  | 1890              |
| 392 Wilhelmina | 62,88 km  | 2,884 UA       | 14,326 °           | 0,139                  | 1894              |
| 697 Galilea    | 80,14 km  | 2,881 UA       | 15,141 °           | 0,156                  | 1910              |
| 2840 Kallavesi | 157,58 km | 2,840 UA       | 15,361 °           | 0,140                  | 1915              |